# ボア (服飾)

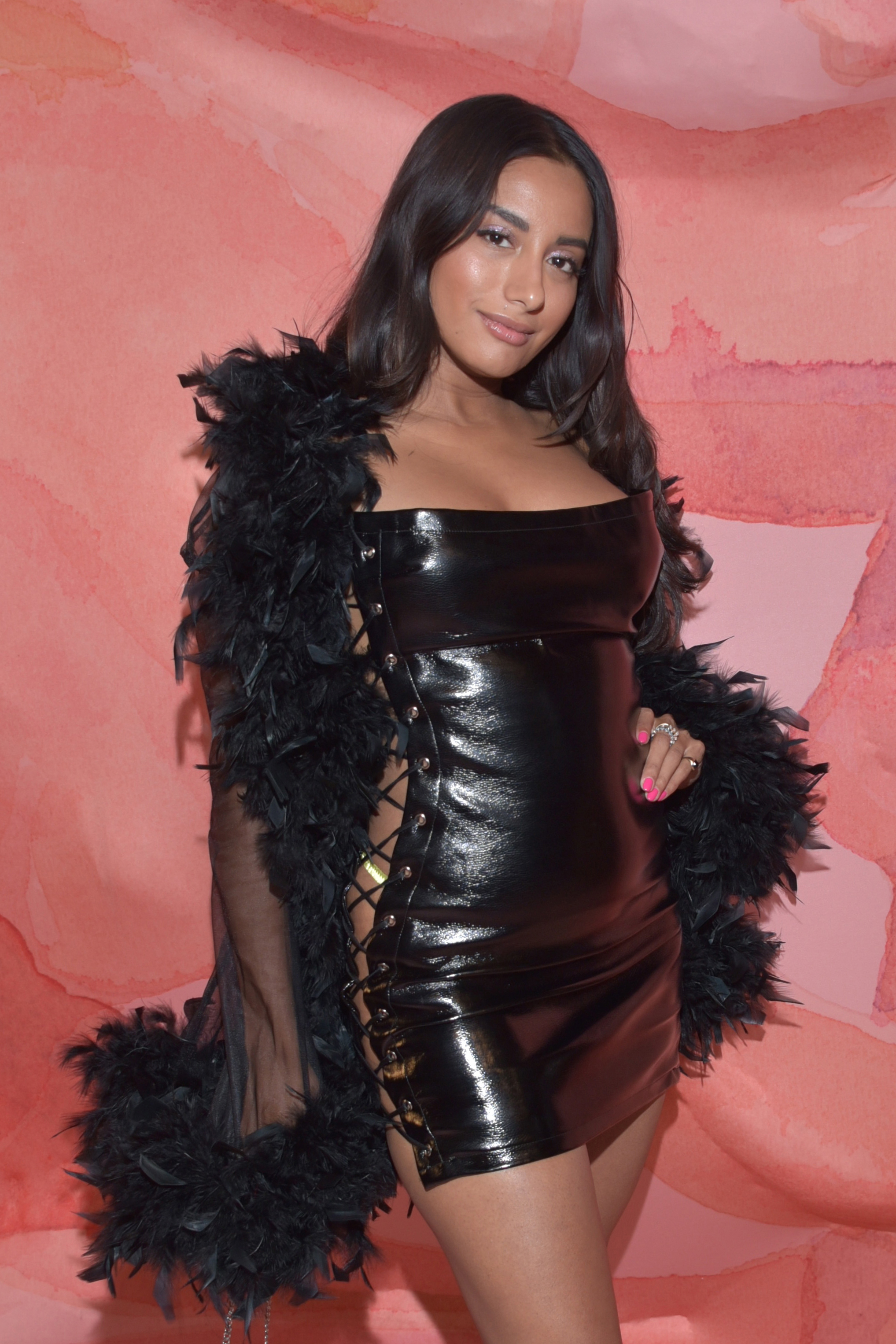
Model wearing a Black Feather Boa

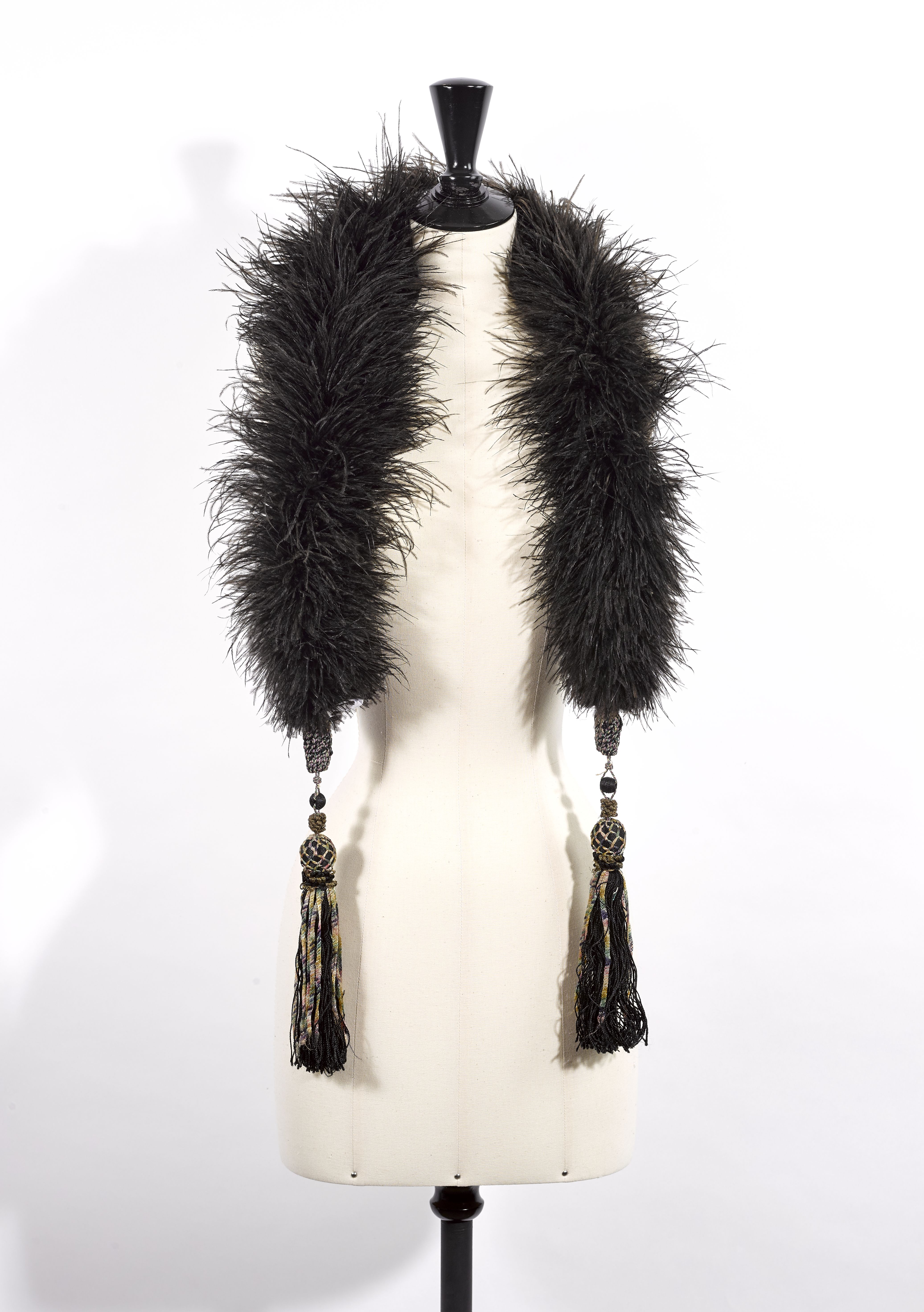
アントワープのモード美術館が所蔵している、20世紀初め頃に作られたダチョウの羽根の黒いボア。

ボア(英語: boa)、あるいはフェザーボアはスカーフのように首に巻く襟巻きの一種で、羽根(フェザー)や毛皮などでできているものを指す。

## 材質

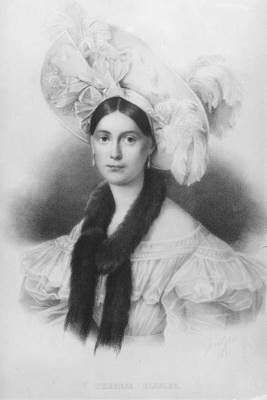
19世紀のボアを身につけたバルニム男爵夫人テレーゼ・エルスラー。

毛皮や毛糸などでできているものもあるが、多くはさまざまな羽根でできている。ダチョウ、マラブー、シチメンチョウ(とくに小さい羽根であるシャンデル)などが最もよく使われる。漂白・染色を経た後にのり付け・縫い付けによって長い襟巻きにする。シャンデルの軽いものだと65グラムほどだが、ダチョウの大がかりなものだと200グラムくらいになる。 

## 歴史

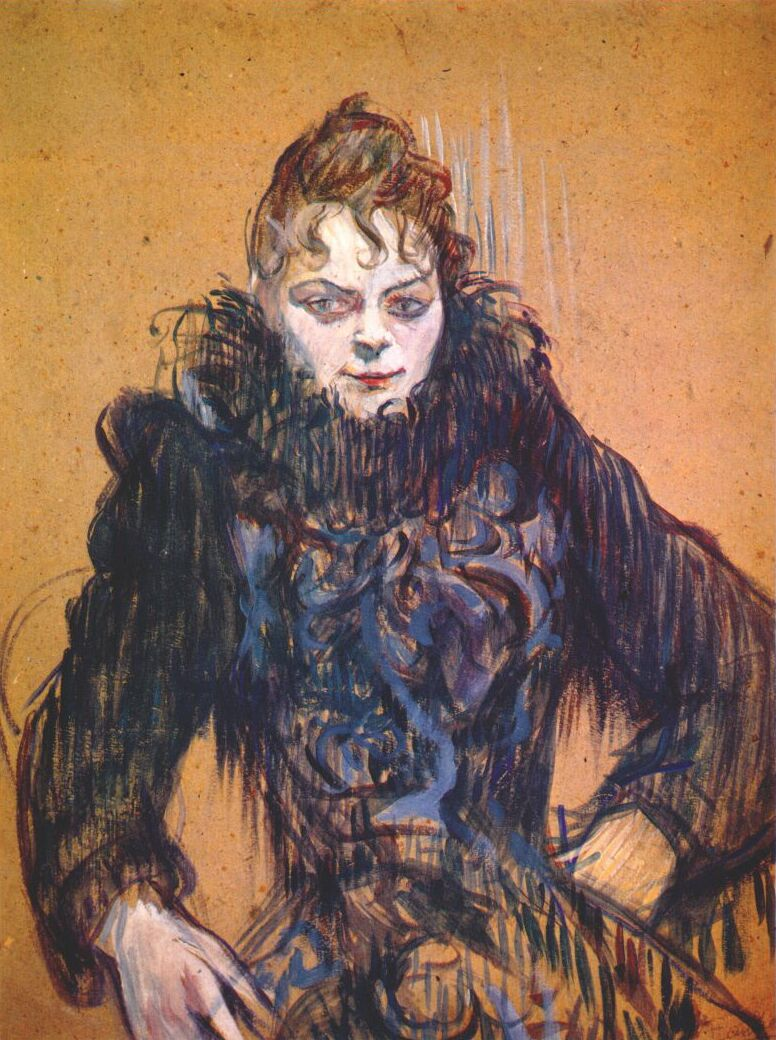
アンリ・ド・トゥールーズ＝ロートレックが描いた、黒いフェザーボアを身につけた女性(1892年頃)。

ハクチョウのダウンフェザーなどを用いたボアが19世紀初めにはヨーロッパで着用されていたと考えられている。ヴィクトリア朝末からエドワード朝に大流行し、とりわけロシアのアレクサンドラ皇后はボアを好んでいた。1970年代のグラムロックの時代にもミュージシャンに好まれ、デヴィッド・ボウイやマーク・ボランなどが好んでステージ衣装に取り入れていた。20世紀末から21世紀初めにかけては、バーレスクのパフォーマーなどが頻繁に舞台衣装として用いている。

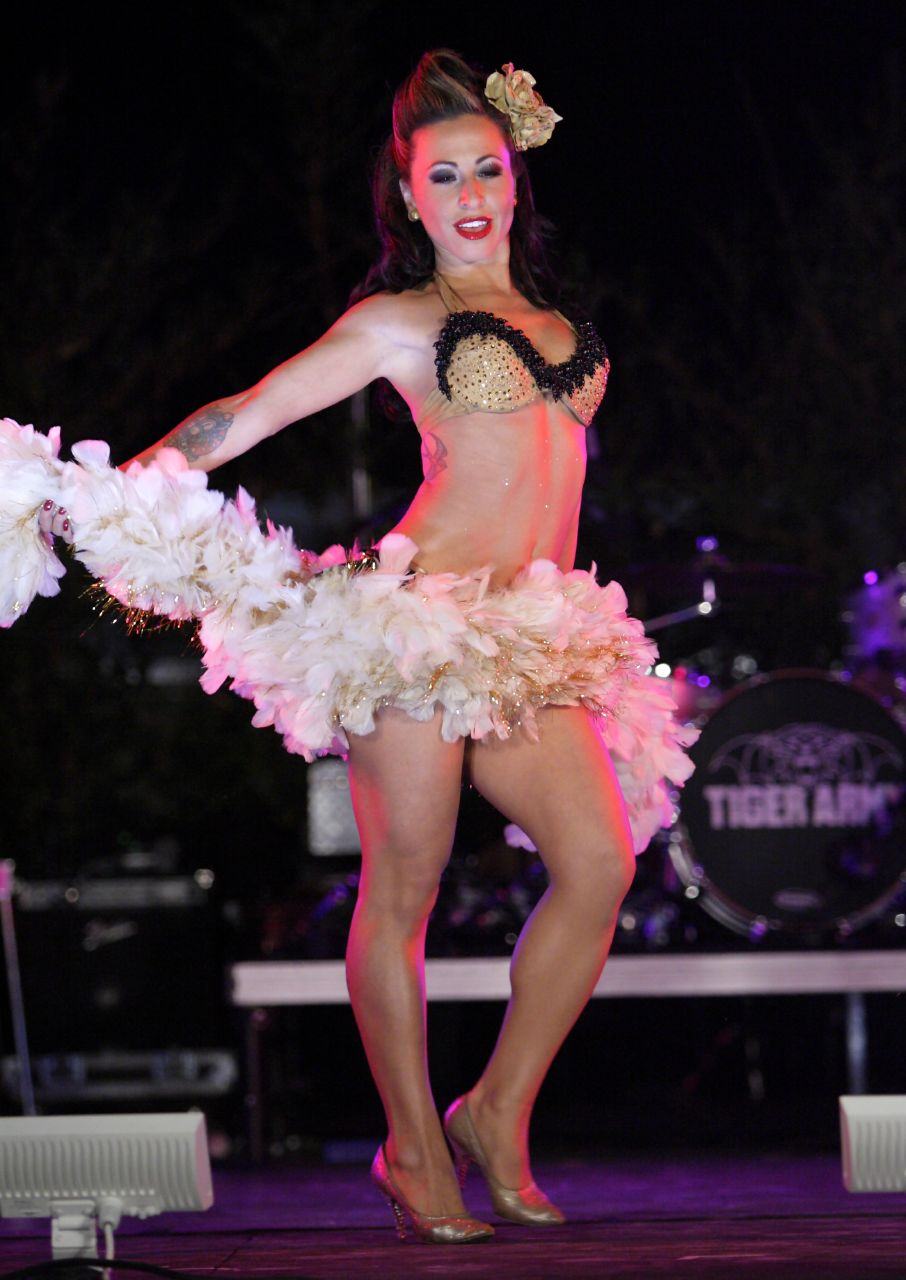
舞台衣装のボアを持つバーレスクパフォーマー、アンジー・ポンターニ。